# Episodi di E.N.G. - Presa diretta (quinta stagione)
La quinta stagione della serie televisiva E.N.G. - Presa diretta è stata trasmessa in anteprima in Canada dalla CTV tra il 28 ottobre 1993 e il 17 marzo 1994.
| nº | Titolo originale     | Titolo italiano | Prima TV Canada  | Prima TV Italia |
| -- | -------------------- | --------------- | ---------------- | --------------- |
| 1  | Overload             |                 | 28 ottobre 1993  |                 |
| 2  | Within the Law       |                 | 4 novembre 1993  |                 |
| 3  | Full Disclosure      |                 | 11 novembre 1993 |                 |
| 4  | Suspicious Minds     |                 | 25 novembre 1993 |                 |
| 5  | Crime and Punishment |                 | 2 dicembre 1993  |                 |
| 6  | Legacy               |                 | 9 dicembre 1993  |                 |
| 7  | Judgement of Solomon |                 | 16 dicembre 1993 |                 |
| 8  | Payback              |                 | 13 gennaio 1994  |                 |
| 9  | Power Politics       |                 | 27 gennaio 1994  |                 |
| 10 | The Play's the Thing |                 | 3 febbraio 1994  |                 |
| 11 | The Road Not Taken   |                 | 10 febbraio 1994 |                 |
| 12 | Before the Axe       |                 | 3 marzo 1994     |                 |
| 13 | Memories             |                 | 10 marzo 1994    |                 |
| 14 | Cutting Edge         |                 | 17 marzo 1994    |                 |